# Josiah Kelsall
Josiah Kelsall (20 tháng 5 năm 1892 - 24 tháng 4 năm 1974) là một cầu thủ bóng đá chuyên nghiệp người Anh thi đấu ở vị trí tiền đạo cho Sunderland.